# 대양색
대양색은 파랑 계열의 색상으로 차갑고 시원한 느낌을 준다.
이 색은 바닷물의 색에서 비롯했으며, 파란색 치고는 녹색에 가까운 느낌이 가장 강하게 나는 색이다.